# Углы установки колёс

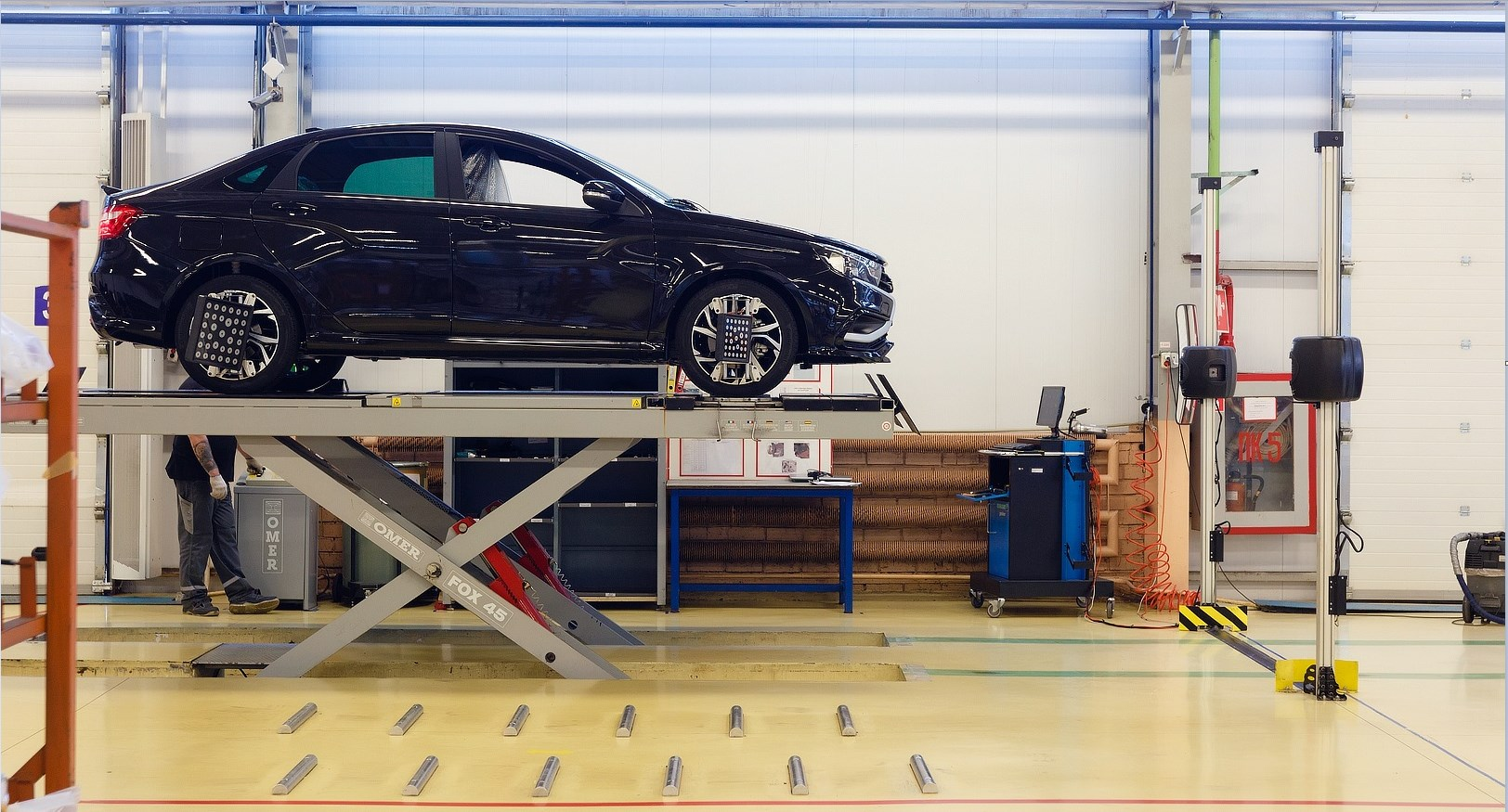
Автомобиль на современном стенде предназначенном для регулировки углов установки колёс

Углы установки автомобильных колёс, известные в обиходе как «развал-схождение», влияют на устойчивость автомобиля, его управляемость и износ шин.

## Для всех колёс

### Развал

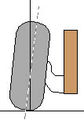
Колесо с отрицательным углом развала

Разва́л — угол между вертикалью и плоскостью вращения колеса. Развал считается отрицательным, если колёса направлены верхней стороной внутрь, и положительным, если верхней стороной наружу.
Развал на автомобиле с независимой или полунезависимой подвеской меняется с изменением крена автомобиля, и ещё с изменением загрузки. В тяжёлых грузовиках «Татра» развал задних колёс на незагруженном автомобиле настолько велик, что автомобиль едет опираясь только на внешние покрышки.
Развал обеспечивает максимальный контакт протектора шины с поверхностью дороги при движении автомобиля и устойчивость на поворотах. Отрицательный развал улучшает устойчивость в поворотах. Положительный развал применяется лишь в двух местах:
- на автомобилях с подвеской типа «Макферсон», если ожидается, что под нагрузкой он станет нулевым или отрицательным.
- на гоночных автомобилях, предназначенных для езды по овалам, на внутренних колёсах.

На двухрычажных подвесках развал, как правило, можно менять. Существует несколько способов изменения угла развала на автомобилях с таким типом подвески. Если необходимо изменить угол развала на несколько градусов, этого изменения можно добиться посредством установки болтов со смещенным центром, так называемых “Эксцентриков”. Такие болты устанавливаются вместо штатного крепления колеса и во время езды влияют на угол развала. Вариант изменения угла развала для многорычажной подвески - установка тяг стабилизатора регулируемой длины. Для автомобилей с независимой подвеской можно изменить угол развала, установив рычаги подвески с шарнирами. Таким образом можно будет отрегулировать угол развала колес, а затем закрепить колесо в нужном положении, затянув крепежные болты. На автомобилях с подвеской «Макферсон» уменьшение клиренса путём простого укорочения пружин приведёт к изменению всех четырёх углов установки колёс. Для изменения клиренса нужно менять весь узел крепления подвески.
Изначально измерялся при помощи отвесов и уровней различных систем, в настоящее время используются либо оптические датчики с компьютерной обработкой результатов, либо гравитационные датчики наклона.
На других языках: en:Camber angle.

### Схождение
Схожде́ние — угол между направлением движения и плоскостью вращения колеса. Схождение считается положительным, если расстояние между передней стороной правого и левого колес меньше, чем между задней, и отрицательным, если наоборот (расхождение). Очень часто говорят о суммарном схождении двух колёс на одной оси. В некоторых автомобилях можно регулировать схождение как передних колёс, так и задних.
Схождение измеряют в угловых размерах (градусы, минуты) и в линейных (миллиметры). Схождение в миллиметрах  — это расстояние между задними кромками колёс минус расстояние между передними кромками колёс(в справочниках обычно приводятся данные по штатным колёсам, при произвольном диаметре колеса необходим пересчёт). Это определение верно только в случае неповреждённых и правильно смонтированных колёс. В противном случае применяется процедура «ран-аут» (run out), нивелирующая влияние "восьмёрки" колес на величину схождения.
Именно неправильно отрегулированное схождение является основной (но не единственной) причиной ускоренного износа покрышек. Одним из первых признаков неправильно установленного схождения является визг покрышек в повороте при небольшой скорости. При схождении в 5 и более мм покрышка полностью сотрётся менее чем за 1000 км.
На других языках: en:Toe (automotive).

## Для управляемых колёс

### Кастр (продольный угол наклона оси поворота колеса)
Кастыр, кастер или кастор (en:Caster angle) — угол между вертикалью и проекцией оси поворота колеса на продольную плоскость автомобиля. Продольный наклон обеспечивает самовыравнивание управляемых колёс за счёт скорости автомобиля. Другими словами: автомобиль выходит из поворота сам; руль, который отпущен и обладает свободным ходом, сам возвращается в положение прямолинейного движения (на ровной дороге, с отрегулированными механизмами). Это происходит, естественно, при положительном кастре. Например, кастр позволяет ездить на велосипеде, не держась за руль.
Патент Артура Кребса (1896) гласит: «Чтобы обеспечить устойчивость переднего моста, то есть, чтобы автоматически устанавливать оси колёс параллельно… передняя ось располагается на некотором расстоянии позади проекции оси рулевого механизма…»
На автомобилях без усилителя руля кастр не превышает 6°, на усиленных бывает больше — у Škoda Superb 7°40′. Спортсмены устанавливают данное значение на несколько градусов выше, что делает ход автомобиля устойчивее, а также повышается стремление авто к прямолинейному движению. И наоборот, на цирковых велосипедах или на погрузчиках кастр часто равняется нулю, так как скорость перемещения сравнительно невелика, но при этом есть возможность повернуть по меньшему радиусу. Но автомобиль создается для большей скорости, поэтому требует лучшей управляемости.

### Поперечный угол наклона оси поворота колеса
Угол поперечного наклона (en:Kingpin inclination, KPI) — (угол между вертикалью и проекцией оси поворота колеса на поперечную плоскость автомобиля. Этот угол обеспечивает самовыравнивание управляемых колёс за счёт веса автомобиля. Название «KPI» (kingpin inclination — наклон шкворня) несколько устарело: в современных подвесках переднеприводных автомобилей нет рулевых шкворней, колёса поворачиваются вокруг амортизирующей стойки.
У большинства машин без усилителя руля эта цифра не превышает 10°, у лёгких и усиленных бывает и больше: так, у Volkswagen Polo Sedan весом в 1,2 тонны — целых 13°.